# Ramecourt (Wogezy)
Ramecourt – miejscowość i gmina we Francji, w regionie Grand Est, w departamencie Wogezy.
Według danych na rok 1990 gminę zamieszkiwało 159 osób, a gęstość zaludnienia wynosiła 49 osób/km² (wśród 2335 gmin Lotaryngii Ramecourt plasuje się na 886. miejscu pod względem liczby ludności, natomiast pod względem powierzchni na miejscu 1157.).